# Estadio Federico Serrano Soto

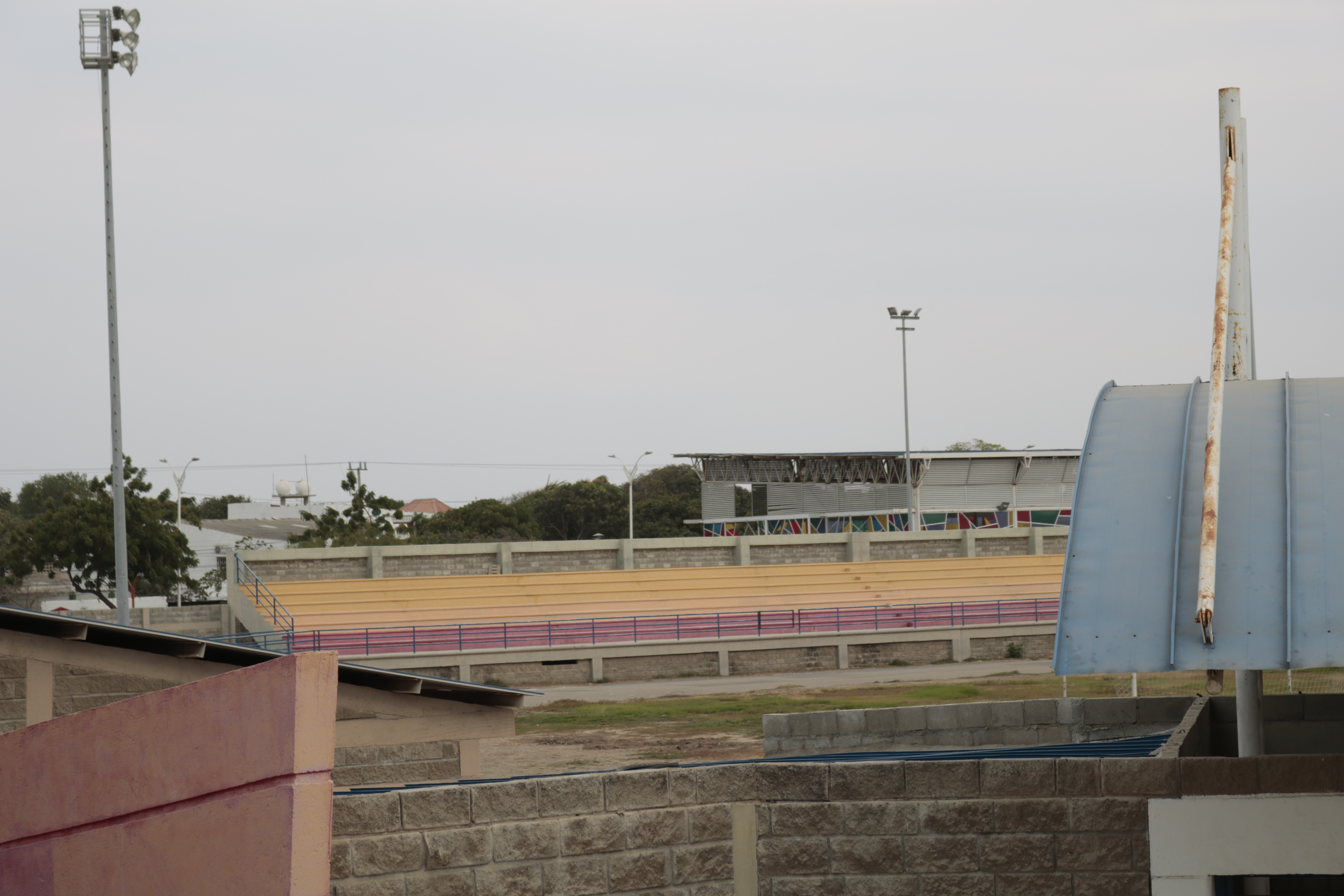
Grada oriental

El Estadio Federico Serrano Soto fue re inaugurado en 2013, es el máximo escenario futbolístico del departamento de La Guajira, bajo la administración de La Gobernación de la Guajira. Cuenta con pista Atlética y capacidad para 8000 personas. 
En el 2013 sirvió para la disputa de partidos en condición de local del Unión Magdalena de Santa Marta, el cual hace parte de la Categoría Primera B del Fútbol Profesional Colombiano.
A partir del segundo semestre de 2014 del torneo de la Primera B el estadio sirvió para los encuentros de local del Valledupar Fútbol Club. 
En el año 2015 se llevó a cabo el Sudamericano Juvenil B de Rugby 2015, repitiendo en el 2017 con la décima edición del campeonato Sudamericano Juvenil B de Rugby 2017.